# Szilícium
A szilícium a 14-es rendszámú kémiai elem, vegyjele Si, nyelvújításkori neve kovany. Szürke színű, fémesen csillogó, nagyon kemény anyag. 1823-ban fedezte fel Jöns Jakob Berzelius. A periódusos rendszer 4. főcsoportjában található félfémes elem. Az oxigén után a földkéreg második leggyakoribb eleme. A természetben csak egy módosulata fordul elő. Rácsa a gyémántéhoz hasonló. Neve a kovakő latin nevéből (silex) származik.

## Főbb kémiai reakciói
A kristályos szilícium tömör formában csak magas hőmérsékleten reakcióképes. Oxigénnel reagálva 600 °C felett szilícium-dioxid, nitrogénnel 1400 °C felett nitrid, szénnel 2000 °C felett karbid keletkezik. Kéngőzökkel 600 °C-on, foszforgőzökkel 1000 °C-on reagál. Fluorral már szobahőmérsékleten is hevesen reagál, a nagyobb rendszámú halogénekkel viszont már csak magasabb hőmérsékleten (300 °C, illetve 500 °C-on) lép reakcióba. E reakciók eredménye színtelen, illékony tetrahalogenid (SiX4). Fémekkel szilicideket alkot. Vízzel és savval nem reagál, de a lúgokban jól oldódik:
{\displaystyle \mathrm {Si+4\ OH^{-}\rightarrow SiO_{4}^{4-}+2\ H_{2}} }
Berzelius szilícium-dioxid és magnézium segítségével állította elő az elemi szilíciumot:
{\displaystyle \mathrm {SiO_{2}+2\ Mg\rightarrow 2\ MgO+Si} }
Hidrogénnel alkotott vegyületei a gáz halmazállapotú szilán (SiH4) és diszilán (Si2H6) kivételével folyékony halmazállapotúak (például: Si6H14 hexaszilán). A szilánok a szén-analóg alkánokhoz képest kevésbé stabil, öngyulladásra képes vegyületek.
A szilícium-dioxid az igen gyenge kovasav (H2SiO3) savanhidridje, melynek savmaradékionja a kétszeresen negatív töltésű szilikátion (SiO2−3), és sói a szilikátok. A szilícium-dioxid azonban nem vízoldékony, NaOH oldatban viszont feloldódik, így a kovasav előállítása sójából történhet. Mivel nagyon gyenge sav, ezért sóinak kémhatása többnyire lúgos.

## Fizikai tulajdonságai
A szilícium sötétszürke, fémesen csillogó elem. Alacsony hőmérsékleten szigetelő, magasabb hőmérsékleten azonban vezeti az áramot, elektromos vezetés szempontjából ezért a félvezetők közé tartozik. Három stabil izotópja létezik. Csak egyetlen módosulata van, amely gyémántrácsú. Olvadáspontja nem olyan magas, mint a széné (1410 °C). Sűrűsége 2,32 g/cm³.
Hármaspontjának hőmérséklete 1000–1300 kelvin között van 10,5 GPa nyomáson.
Szilárd fázisának kristályállapota I (gyémántrács), II (β) és klatrát. Az I és a II módosulat közötti határ 500 K hőmérsékleten 15,5 GPa nyomáson mérhető.

## Előfordulása
Előfordul a Napban és a csillagokban, a meteoritokban. A földkéreg második leggyakoribb eleme (részaránya több mint 25%), azonban sohasem fordul elő szabadon, és gyakorlatilag mindig oxigénnel együtt található. Leggyakoribb ásványa a kvarc (SiO2). A szépen színezett, átlátszó kvarckristályok drágakövek vagy féldrágakövek. Hatalmas tömegben fordulnak elő a földpátok, például ortoklász. Fontos egyéb ásványai az olivin ((Mg,Fe)2SiO4), amely ortoszilikát; a piroxének, például a diopszid (CaMgSi2O6), valamint az amfibolok, csillámok és agyagásványok. A kvarc és a szilikátok alkotják a vulkáni kőzetek 98%-át, az üledékes kőzeteket is túlnyomóan ezek képezik.

## Felhasználása, előállítása

### Főbb felhasználásai
A szilícium korunk technikájának nagyon fontos anyagává vált. Az elemi szilíciumot a fémkohászatban és a félvezető-technikában különböző tisztasági fokozatokban hasznosítják. A természetben a földkéreg tömegének egynegyedét adó szilícium a kavics, homok, agyag, kova, kvarc alkotóeleme. Az élővilágban a kovaszivacsok, kovamoszatok, zsurlók, sások testfelépítésében játszik fontos szerepet.
Az informatikai iparban a számítógépek processzorait (CPU) és egyéb chipjeit szilícium lapkák alkotják. A kohászatban is fontos szerepet tölt be: korrózióálló acélok előállításához használják ötvözőanyagként. A tranzisztoros rádió, az elektronikus vezérlésű televízió is mindennapjaink része. Az elektronikai ipar talán legfőbb alapeleme a szilícium. Fényre érzékeny félvezetőként a szilícium a fő komponens a napelemek előállításában.

### Előállítása
Vegyületeiből redukcióval például kálium-hexafluoro-szilikátból alumíniummal:
{\displaystyle \mathrm {3\ K_{2}[SiF_{6}]+4\ Al\rightarrow 3\ Si+3\ K[AlF_{4}]+K_{3}[AlF_{6}]} }
Szilícium-dioxidból magnéziummal is redukálható. Az amorf szilícium barna por formájában keletkezik, amely könnyen megolvasztható, vagy elpárologtatható. Speciális eljárással egykristályokat készítenek belőle a félvezetőipar számára.

## Néhány reakció
1.) {\displaystyle \mathrm {SiO_{2}+2\ Mg\longrightarrow Si+2\ MgO} }
2.) {\displaystyle \mathrm {3\ SiO_{2}+4\ Al\longrightarrow 3\ Si+2\ Al_{2}O_{3}} }
3.) {\displaystyle \mathrm {3\ SiF_{4}+4\ Al\longrightarrow 3\ Si+4\ AlF_{3}} }
4.) {\displaystyle \ \mathrm {SiCl_{4}+4\ Na\longrightarrow Si+4\ NaCl} }
5.) {\displaystyle \ \mathrm {3\ CaSi_{2}+6\ HCl\longrightarrow 6\ Si+3\ CaCl_{2}+3\ H_{2}} }

## A szilícium élettani hatása
Egy átlagos ember testében 1,4 g szilícium található. Leginkább a kötőszövetben, de előfordul a csontokban, a porcokban, a bőrben, a visszerekben, a verőerekben, az inakban és a szem szaru- és ínhártyájában. A kötőszövet felépítésében játszik fontos szerepet. Megfelelő mennyiségű jelenléte a bőr, a haj és a köröm egészségéhez szükséges.